# Gebhard von Colomb
Otto Gebhard von Colomb (* 12. Dezember 1815 in Berlin; † 1. September 1891 in Heidelberg) war ein preußischer Generalleutnant.

## Leben

### Herkunft
Gebhard war ein Sohn des preußischen Generals der Kavallerie Peter von Colomb (1775–1854) und dessen ersten Ehefrau Wilhelmine Luise, geborene Stosch (1784–1822). Sein Bruder Enno (1812–1886) und sein Halbbruder Karl (1831–1911) wurden ebenfalls preußische Generalleutnants.

### Militärkarriere
Colomb besuchte die Gymnasien in Berlin und Neiße. Nach seinem Abschluss trat er am 19. Mai 1835 als Schütze in das Garde-Schützen-Bataillon der Preußischen Armee ein und avancierte bis Mitte August 1837 zum Sekondeleutnant. Von Februar 1839 bis Ende August 1840 war er zur 8. Artillerie-Brigade und von Oktober 1841 bis Ende März 1842 zur Gewehrfabrik nach Potsdam kommandiert. Am 8. Oktober 1846 folgte seine Kommandierung als Adjutant beim Generalkommando des V. Armee-Korps. Während der Niederschlagung des Polnischen Aufstandes in der Provinz Posen nahm Colomb 1848 am Gefecht bei Xions teil. Am 8. Juli 1848 wurde er von seinem Kommando entbunden, nahm am Feldzug gegen Dänemark teil und kam Ende November 1848 als Premierleutnant in das 5. Jäger-Bataillon. Im Jahr darauf war Colomb während der Niederschlagung der Badischen Revolution am Gefecht bei Ladenburg und der Belagerung von Rastatt beteiligt.
Am 13. Juli 1852 stieg er zum Hauptmann auf und wurde am 9. März 1853 zum Kompaniechef ernannt. Vom 14. Juni bis zum 25. Juli 1859 war er als Etappenkommandant in Bamberg tätig. Am 13. November 1859 wurde er in das 39. Infanterie-Regiment versetzt. Unter Beförderung zum Major wurde Colomb am 1. Juli 1860 zunächst in das 8. Westfälische Infanterie-Regiment Nr. 57 und am 16. Dezember 1862 als Kommandeur des Füsilier-Bataillon in das 2. Westpreußische Grenadier-Regiment Nr. 7 versetzt. Daran schloss sich am 21. April 1864 seine Ernennung zum Kommandeur des Magdeburgischen Jäger-Bataillons Nr. 4 an. In dieser Stellung avancierte er Mitte Juni 1865 zum Oberstleutnant und erhielt am 23. September 1869 den Kronen-Orden III. Klasse.
Während des Deutschen Krieges kämpfte Colomb 1866 bei Liebenau, Münchengrätz und Königgrätz. Dafür erhielt er am 20. September 1866 den Roten Adlerorden III. Klasse mit Schwertern. Außerdem wurde er am 30. Oktober 1866 als Kommandeur in das neuerrichtete Regiment-Regiment Nr. 80 nach Wiesbaden versetzt und am 31. Dezember 1866 mit Patent vom 30. Oktober 1866 zum Oberst befördert.
Während des Krieges gegen Frankreich führte Colomb sein Regiment bei Weißenburg und in der Schlacht bei Wörth wurde er durch einen Schuss in den rechter Unterschenkel verwundet. Ausgezeichnet mit dem Eisernen Kreuz II. Klasse wurde er nach dem Friedensschluss unter Stellung à la suite seines Regiments am 20. Juni 1871 zum Kommandeur der 37. Infanterie-Brigade ernannt, sowie Mitte August 1871 zum Generalmajor befördert. Am 19. September 1874 wurde er mit dem Roten Adlerorden II. Klasse mit Eichenlaub und Schwertern am Ringe geehrt. In Genehmigung seines Abschiedsgesuches wurde Colomb am 6. Juli 1875 mit dem Charakter als Generalleutnant und Pension zur Disposition gestellt. Er starb am 1. September 1891 unverheiratet in Heidelberg.